# Vol Sterling Airways 901
Le 15 mars 1974, une Sud-Aviation SE 210 Caravelle effectuant le vol Sterling Airways 901, un vol international régulier exploitée par Sterling Airways, subit une défaillance du train d'atterrissage alors qu'elle roulait sur la piste de l'aéroport de Téhéran-Mehrabad, en Iran, peu avant le décollage. 
Le train d'atterrissage principal droit s'est affaisser, provoquant de gros dégâts sur l'aile droite, la rupture d'un réservoir de kérosène et l'inflammation du carburant répandu au sol. L'incendie fit 15 morts et 37 blessés parmi les 96 passagers et membres d'équipage à bord. 
L'avion avait été affrété par l'agence de voyages Tjæreborg pour transporter des touristes en Asie et était en route pour l'aéroport de Copenhague, au Danemark, lorsque l'accident s'est produit. L'accident survint seulement deux ans après le crash du vol Sterling Airways 296.

## Avion
L'aéronef impliqué dans l'accident est une Sud-Aviation SE 210 Caravelle 10B3 immatriculé OY-STK (numéro de série 266). Cet avion de ligne court/moyen-courrier, propulsé par deux moteurs Pratt & Whitney JT8D-9, a effectué son premier vol le 4 avril 1970 et a été livré à Sterling Airways le 6 mai de cette année ; il totalise 13 773 heures de vol au moment de l'accident. 

## Passagers et équipage
L'avion transporte 92 passagers, deux pilotes et deux membres d'équipage en cabine. Le commandant de bord est Leif Knud Jørgensen (38 ans), qui travaille pour Sterling Airways depuis 1967, il est commandant de bord depuis 1970 et totalise 9 600 heures de vol à son actif. Le copilote est Raimo Uski, de nationalité finlandaise, qui cumule 6 000 heures de vol. L'équipage en cabine est composé d'Anne Bräuner (24 ans) et de Bente Steffensen (22 ans), toutes deux étant de nationalité danoise. 
Selon le journal danois Politiken , les nationalités des passagers et de l'équipage étaient les suivantes :
| Nationalité          | Passagers | Équipage | Total |
| -------------------- | --------- | -------- | ----- |
| Danemark             | 46        | 3        | 49    |
| Suède                | 36        | 0        | 36    |
| Allemagne de l'Ouest | 4         | 0        | 4     |
| Norvège              | 2         | 0        | 2     |
| Finlande             | 0         | 1        | 1     |
| France               | 1         | 0        | 1     |
| Total                | 92        | 4        | 96    |

## Accident
L'avion a été affrété par l'agence de voyages Tjæreborg pour emmener des touristes en tournée en Asie. Le vol 901 avait commencé à Copenhague le 2 mars 1974 et avait emmené ses passagers dans plusieurs villes, parmi lesquelles Chiraz, Bangkok, Hong Kong et New Delhi. La Caravelle, à son 14e jour de voyage, a fait une escale rapide pour faire le plein de carburant à Téhéran, avant de retourner à Copenhague. 
Alors que l'avion roulait vers la piste de décollage, le train d'atterrissage principal droit s'est soudainement effondré, provoquant la rupture d'un réservoir de carburant dans l'aile droite et le déversement du kérosène sur le sol, qui s'est ensuite rapidement enflammé. 
L'évacuation de l'avion s'est effectuée par les issues de secours situées sur le côté gauche de l'appareil. L'incendie causa la mort de 15 passagers (7 danois et 8 suédois) et blessa 37 des 81 passagers et membres d'équipage ayant survécut au feu.

## Enquête
Peu après que la nouvelle de l'accident eut atteint Copenhague, l'Havarikommissionen for Civil Luftfart og Jernbane (HCLJ) dépêcha une équipe à Téhéran, accompagnée de techniciens de la police danoise et d'experts en identification des corps. L'équipe de l'HCLJ devait assister l'équipe d'enquêteur iranien. Avant le début de l'enquête, on soupçonnait une fatigue du métal ou une panne du système hydraulique du train d'atterrissage d'avoir causé l'accident. 
Le 30 mars 1974, l'équipe de l'HCLJ publia un communiqué indiquant que la cause probable de l'accident était une défaillance du train d'atterrissage principal droit. Lors de l'arrachement du train d'atterrissage, le réservoir de carburant à l'intérieur de l'aile se rompit, provoquant une importante fuite de carburant qui s'enflamma rapidement au sol. Le rapport d'accident attribua l'affaissement du train d'atterrissage à une défaillance structurelle de la ferrure « candélabre » inférieure droite.